# Temporada 1980 del Campeonato Europeo de Fórmula Dos
La temporada 1980 del Campeonato Europeo de Fórmula Dos fue la decimocuarta edición de dicho campeonato.

## Calendario

### Carreras
| Round | Nombre                               | Circuito     | Fecha           | Vueltas | Distancia         | Tiempo     | Velocidad    | Pole Position     | Vuelta rápida  | Ganador           |
| ----- | ------------------------------------ | ------------ | --------------- | ------- | ----------------- | ---------- | ------------ | ----------------- | -------------- | ----------------- |
| 1     | P&O Ferries/Jochen Rindt Trophy      | Thruxton     | 7 April         | 55      | 3.792=208.560 km  | 1'04:10.56 | 194.989 km/h | Derek Warwick     | Brian Henton   | Brian Henton      |
| 2     | Jim Clark Rennen                     | Hockenheim   | 13 April        | 27      | 6.789=183.303 km  | 0'54:28.99 | 201.864 km/h | Andrea de Cesaris | Mike Thackwell | Teo Fabi          |
| 3     | Eifelrennen                          | Nürburgring  | 27 April        | 9       | 22.835=205.515 km | 1'08:08.51 | 180.959 km/h | Richard Dallest   | Mike Thackwell | Teo Fabi          |
| 4     | 30 Gran Premio Roma                  | Vallelunga   | 11 May          | 65      | 3.2=208.0 km      | 1'15:56.1  | 164.351 km/h | Derek Warwick     | Brian Henton   | Brian Henton      |
| 5     | 40 Pau Grand Prix                    | Pau          | 26 May          | 73      | 2.76=201.48 km    | 1'34:03.57 | 128.523 km/h | Derek Warwick     | Brian Henton   | Richard Dallest   |
| 6     | Marlboro Formula 2 Trophy            | Silverstone  | 8 June          | 47      | 4.719=221.793 km  | 1'03:18.66 | 210.194 km/h | Brian Henton      | Brian Henton   | Derek Warwick     |
| 7     | Grote Prijs van België Formel 2      | Zolder       | 22 de junio     | 50      | 4.262=213,10 km   | 1.13:44.61 | 173.385 km/h | Teo Fabi          | Brian Henton   | Huub Rothengatter |
| 8     | Marlboro Formula 2 Trophy            | Mugello      | 6 de julio      | 42      | 5.245=220.290 km  | 1'15:22.6  | 175.351 km/h | Derek Warwick     | Derek Warwick  | Brian Henton      |
| 9     | European Formula 2 Championship Race | Zandvoort    | 20 de julio     | 45      | 4.226=191.34 km   | 1'15:23.59 | 152.274 km/h | Richard Dallest   | Brian Henton   | Richard Dallest   |
| 10    | 18 Gran Premio del Mediterráneo      | Pergusa-Enna | 3 de agosto     | 45      | 4.95=222.75 km    | 1'10:39.79 | 189.136 km/h | Siegfried Stohr   | Teo Fabi       | Siegfried Stohr   |
| 11    | 4 Gran Premio del Adriatico          | Misano       | 10 de agosto    | 60      | 3.488=209.28 km   | 1'12:39.38 | 172.835 km/h | Brian Henton      | Brian Henton   | Andrea de Cesaris |
| 12    | Preis Baden-Württemberg              | Hockenheim   | 9 de septiembre | 30      | 6.789=203.67 km   | 0'59:41.06 | 204.747 km/h | Teo Fabi          | Teo Fabi       | Teo Fabi          |